# Ауссем, Владимир Христианович
Влади́мир Христиа́нович А́уссем (1882 — после 1936) — советский государственный и военный деятель, дипломат.

## Биография
Согласно официальным данным, В. Х. Ауссем родился 14 июля 1882 года, в то же время в автобиографии он указывал, что родился в 1879 году в Орле в семье учителя. Фламандец по национальности. Младший брат Отто Ауссема (1875—1929), советского государственного и дипломатического деятеля.
Окончил полный курс Орловского Бахтина кадетского корпуса (1891—1898), был выпущен на попечение родителей. В 1899 году поступил в Харьковский политехнический институт, где активно участвовал в социал-демократическом движении. Член РСДРП с 1901 года. В марте 1901 года был арестован, затем (до 1904 года) пребывал в Германии, где окончил инженерно-химический факультет политехнического института в Брауншвейге. После возвращения в Россию работал в Подольской организации РСДРП, организовывал революционные группы на сахарных заводах, возглавлял забастовки в Подольской губернии. В 1904—1906 годах участвовал в работе украинской социал-демократической Спилки.
Во время Первой мировой войны — ополченец, но мобилизован не был по болезни. После Февральской революции 1917 года был избран членом Киевского совета солдатских депутатов; в июле—декабре 1917 года — заместитель председателя Совета рабочих и солдатских депутатов в Полтаве; с декабря 1917 года — член ВУЦИК (Всеукраинского центрального исполнительного комитета Советов). В августе 1917 года вступил в партию большевиков. В декабре 1917 — феврале 1918 года — народный секретарь финансов украинского советского правительства.
В феврале 1918 года, в условиях начавшейся немецкой оккупации, вместе с Г. Л. Пятаковым вышел из состава правительства и отправился на фронт. Летом—осенью 1918 года — член Всеукраинского центрального военно-революционного комитета (ВЦВРК), один из руководителей повстанческих советских отрядов в «нейтральной зоне» между УНР и Советской Россией. 22 сентября — 1 декабря 1918 года — командир Второй Украинской советской повстанческой дивизии. С 1 декабря 1918 года — член Реввоенсовета и и. о. начальника штаба Украинской советской армии, командующий группы войск Харьковского направления Украинского фронта, 2-й Украинской советской армии. В июне—октябре 1919 года — член Реввоенсовета 8-й советской армии.
В январе 1920 года был назначен помощником, затем заместителем начальника Регистрационного управления (разведки) Полевого штаба Реввоенсовета РСФСР. 16 февраля 1920 года сообщил в приказе по Управлению, что «вступил в исполнение должности начальника Регистрационного управления». Ближайшими помощниками Ауссема в Региструпре были его заместитель Д. Р. Ипполитов и начальник оперативного отдела А. П. Аппен. 10 июня 1920 года, недовольный действиями члена РВСР и РВС Юго-Западного фронта И. В. Сталина, отозвавшего в действующую армию начальника Региструпра Юго-Западного фронта Ф. М. Маркуса, Ауссем подал рапорт об отставке и 11 августа 1920 года был направлен в распоряжение члена РВСР Д. И. Курского.
В 1920—1921 годах Ауссем работал в ВСНХ, где занимался химической промышленностью, в 1921—1923 годах — полномочный представитель УССР в Германии, в 1924 году — полномочный представитель СССР в Австрии, в 1925—1926 годах — председатель ВСНХ УССР, в 1926—1927 годах — торговый представитель СССР в Турции.
В 1927 году был исключён из партии как «активный троцкист». 16 мая 1929 года был арестован в Армавире и осуждён на три года ссылки, которую отбывал в Казахстане. В ссылке вновь был арестован 30 октября 1930 года и в тот же день приговорён к ссылке в Среднюю Азию на оставшийся срок. 20 января 1933 года вновь был арестован и постановлением Коллегии ОГПУ от 4 февраля 1933 года выслан на три года в Астрахань. В 1936 году был освобождён. В 1937 году пропал без вести в тайге (по другим данным, был расстрелян). Реабилитирован в 1989 году.

## Семья
- Отец -- Ауссем Христиан Петрович, преподаватель (латынь, греческий, французский и немецкий языки) лицея цесаревича Николая
- Жена -- Ауссем Альма Федоровна, урожденная Бенеке Альма Агнес (1879, Брауншвейг—1938, Киев), расстреляна 29 января 1938 г.
- Сын — Владимир Владимирович Ауссем-Орлов (1902—1937), заместитель начальника штаба Харьковского ВО, расстрелян в 1937 году.
- Жена — Эрна Бернгардовна (1883—1973).
- Брат — Отто Христианович Ауссем (1875—1929) — профессиональный революционер.